# Borgo metropolitano di Greenwich
Il borgo metropolitano di Greenwich fu un municipio inglese della vecchia contea di Londra esistito fra il 1900 e il 1965.

## Storia
Il municipio fu istituito fondendo due diverse autorità locali e quattro parrocchie nell'area di Greenwich, e fu subito sottoposto all'autorità provinciale del Consiglio della contea di Londra.
Esteso per 15 km², aveva una popolazione di 95.000 abitanti ad inizio Novecento e di 85.000 residenti nei primi anni sessanta.

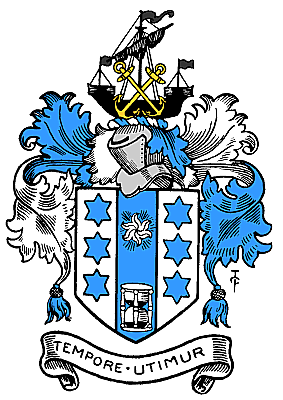
Lo stemma municipale

Nel territorio municipale ricadevano alcuni luoghi famosi, tra spicca il celebre osservatorio di Greenwich. Nel 1965 il borgo si fuse con la gran parte di un’altra municipalità, andando a formare l'odierno borgo reale di Greenwich.